# Javier Paulino
Javier Paulino Pérez [ xaˈβjɛɾ pau̯ˈlino ˈpeɾeθ] est un homme politique espagnol membre du Parti socialiste ouvrier espagnol (PSOE), né le 23 mai 1913 à Murcie et mort le 27 janvier 1991 à Ciudad Real.

## Biographie

### Jeunesse et premiers engagements
Javier Paulino Pérez naît le 23 mai 1913 à Murcie. Son père, Javier Paulino Torres, est adjoint au maire de la ville puis gouverneur civil de la province pendant la Guerre civile. Il est fusillé en juillet 1939.
Il étudie la médecine à l'université de Valence de 1929 à 1934. Au cours de ses études, il adhère notamment aux Jeunesses socialistes et à l'Union générale des travailleurs (UGT). Après son cursus, il devient professeur assistant, puis médecin. Il prend part aux combats de la Guerre civile en Murcie, en Nouvelle-Castille et en Andalousie. Emprisonné à la fin du conflit, il est libéré en 1942 et reprend son activité médicale. Dans les années 1950, il s'installe à Ciudad Real.

### Parlementaire socialiste
Il rejoint le Parti socialiste ouvrier espagnol (PSOE) en 1966, et adhère deux ans plus tard au Parti socialiste intérieur (PSI). Élu vice-président du Parti socialiste populaire (nouveau nom du PSI) en 1976, il échoue en 1977 à être élu député de la circonscription de Ciudad Real. Il retrouve le PSOE après l'intégration du PSP en 1978, il se présente au Sénat lors des élections générales du 1er mars 1979. Avec 94 595 voix, il réalise le troisième résultat de la circonscription, ce qui lui permet d'être élu. Il siège jusqu'à la conclusion de la législature, en 1982.
Pour les élections aux Cortes de Castille-La Manche du 8 mai 1983, le PSOE le désigne tête de liste dans la circonscription de Ciudad Real. Élu parlementaire, il est le premier vice-président de l'assemblée jusqu'au 29 octobre 1986. Le 15 juillet précédente, ses pairs l'avaient élu pour un nouveau mandat sénatorial, qu'il conserve jusqu'au 28 juillet 1987. Il est réélu aux Cortes à l'occasion des élections du 10 juin 1987, et rappelé au poste de premier vice-président du bureau.
Lorsque le IIIe congrès du Parti socialiste de Castille-La Manche-PSOE (PSCM-PSOE) consacre José Bono au secrétariat général en 1988, ce dernier choisit Javier Paulino pour occuper le poste honorifique de président de la commission exécutive, en remplacement de Leopoldo Torres. Il cède ces responsabilités à Bono dès le congrès suivant, en 1990.
Il meurt d'une thrombose le 27 janvier 1991 à Ciudad Real. Quelques jours plus tard, le conseil municipal de la ville lui décerne le titre honorifique de « fils adoptif » (Hijo Adoptivo).